# Mordellistena flavella
Mordellistena flavella es una especie de coleóptero de la familia Mordellidae.

## Distribución geográfica
Habita en Chipre.